# World Advanced Daisenryaku: Iron Storm
World Advanced Daisenryaku: Iron Storm is een computerspel voor het platform Sega Saturn. Het spel werd uitgebracht in 1996. 